# Китайский мохнаторукий краб
Китайский мохнаторукий краб, или китайский мохнорукий краб (лат. Eriocheir sinensis) — вид крабов из семейства Varunidae. Исходное место обитания — Жёлтое море. Своё название получил за многочисленные волоски на ходных ногах.

## Описание
Обитает в воде на глубине до 10—15 м. Размер панциря — в среднем 7 см, размах ног — до 20 см. Питается остатками рыб, моллюсков и водной растительности. Одинаково комфортно чувствует себя как в морской, так и в пресной воде.

## Распространение
В 1912 году был случайно завезён с балластными водами в Европу из Китая (где самым известным местом обитания является озеро Янчэнху). Расселился, особенно по долинам рек Эльбы и Везера. В настоящее время его ареал простирается от Германии и Франции до Голландии, Бельгии, Швеции, Финляндии, Португалии и Польши. Завезён в Северную Америку. Опасный инвазивный вид. В Чёрном море первое появление китайского краба отмечено в 1998 году. Китайский мохнаторукий краб был пойман И. С. Митяем 8 мая 1998 году в 300 м восточнее протоки, соединяющей Молочный лиман с Азовским морем. Появился в Кондопожской губе Онежского озера и на Волге. Для размножения мигрирует в море.

## Значение
Наносит ущерб, разрушая своими норами плотины, повреждая сети и пойманную в них рыбу. Делает норы (до 0,5 м глубиной). Является переносчиком опасной болезни — рачьей чумы, а в Восточной Азии этот краб является промежуточным хозяином паразита человека — лёгочной двуустки. Опасный инвазивный вид.
В Китае мясо этого краба считается деликатесом.

## Интересные факты
- В честь этого вида названа шанхайская команда по регби «Шанхай Хэйри Крэбз».